# 旧吉野川河口堰
旧吉野川河口堰（きゅうよしのがわかこうぜき）は、徳島県板野郡松茂町中喜来地先、吉野川水系旧吉野川に建設された堰である。

## 旧吉野川開発史
旧吉野川は徳島藩第4代藩主・蜂須賀綱通によって1672年（寛文12年）別宮川との間を第十地先で開鑿、徳島城防衛の為に引水したのが発端である。下流で今切川を分流し紀伊水道へ注ぐ。1752年（宝暦2年）には吉野川第十堰が建設され旧吉野川の水量調整が図られた。この間三島泉斎・伊澤亀三郎・坂東茂兵衛らによって下流部は相次いで開拓が為され、新田開発が行われた。この間防潮・防風目的に堤防が建設され、更に1923年（大正12年）には旧吉野川の洪水調節・河川維持用水を目的に第十樋門が建設された。1936年（昭和11年）には今切川樋門が建設され防潮機能を強化したが、何れも開拓地の塩害防止を最大の目的としたものであった。

## 堰の沿革と概要
しかし1946年（昭和21年）に南海地震が起こり旧吉野川・今切川河口地域は大規模な地盤沈下を起こし、今切川樋門は破損し防潮機能が減退した。1949年（昭和24年）には旧吉野川樋門が建設されたが根本的な塩害対策にはなり得なかった。更に高度経済成長に伴う工業地域の拡大や徳島市の人口増加は水需要の逼迫を招いた。これらの理由から治水・利水を目的とした河川施設の建設は急務となったが、吉野川水系が「水資源開発水系」に指定され「吉野川水系水資源開発基本計画」が1966年（昭和41年）に策定された。この中で旧吉野川と今切川に河口堰を建設し治水・利水を図ろうとし、水資源開発公団（現・独立行政法人水資源機構）によって1968年（昭和43年）より計画が開始された。
1971年（昭和46年）徳島市川内町と板野郡北島町の間に今切川河口堰の建設が、2年後の1973年（昭和48年）には旧吉野川河口堰の建設が始まった。両堰とも可動堰で、洪水調節・塩害防止・上水道・工業用水が目的で堰ではあるが法的には水資源開発公団法（現・水資源機構法）に基づく多目的ダムの扱いである。1974年（昭和49年）に今切川河口堰、翌1975年（昭和50年）には旧吉野川河口堰が完成し建設事業は終了した。尚今切川樋門と旧吉野川樋門は河口堰建設に伴い撤去された。
尚、旧吉野川は1932年（昭和7年）に別宮川が吉野川本川に定められるまでは、吉野川の本流とされていた。